# Cavidades de tipo Black
Nombre dado a unas cavidades dentarias tipificadas por el Doctor Black, como base para su obturación con amalgama de plata (aleación en frío de plata y mercurio). A causa de su nula adhesión a las paredes cavitarias, la amalgama debía de colocarse en una cavidad con paredes retentivas, lo que se realizaba habitualmente  mediante la orientación convergente de las paredes vestibular y lingual hacia la cara oclusal de la pieza dentaria tratada.
En la actualidad se utiliza más el composite (empaste blanco) que al utilizar adhesivo nos permite no necesitar cavidades retentivas, esto se traduce en una cavidad mucho más conservadora y aunque no se sigan utilizando las cavidades con su forma para amalgama, la numeración de estas cavidades se sigue utilizando.
- Clase I - Caries en la cara oclusal de molares y premolares, en palatino de dientes anteriores superiores y en surcos vestibulares o palatinos de molares
- Clase II - Caries en interproximal, entre los dientes, éstas son típicas en molares y premolares, su diagnóstico ha de ser radiológico además de visual ya que al estar entre los dientes siempre hay que comprobar con una radiografía, se trata de una caja proximal entre los dientes quitando el punto de contacto, con paredes lingual y vestibular convergentes hacia oclusal. Además, nos podemos encontrar con cavidades clase II que tienen caries por oclusal, entonces la cavidad será con la caja proximal unida a una cavidad Clase I
- Clase III - Caries en interproximal del sector anterior y sin afectación del borde incisal, estas caries tienen la dificultad de la estética ya que son cavidades que se ven al sonreír, por eso lo que se suele intentar es hacer la cavidad por lingual y quitar lo mínimo en la cara vestibular, la cavidad con amalgama necesita retención y se hacía la cavidad y al lado, una pequeña cavidad muy fina y muy extensa para proporcionar estabilidad a la obturación, en la actualidad se adhiere al esmalte y para ayudarlo se bisela el esmalte
- Clase IV - Caries en interproximal del sector anterior y con afectación del borde incisal, esto ya son caries que se ven por ambos lados del diente y que no se puede mantener la parte vestibular del diente, de hecho se quita la zona proximal del diente y se obtura, otra vez con bisel en el esmalte para el composite
- Clase V - Caries en las caras libres dentales, es decir caries cerca, encima o debajo de la encía, son cavidades que tiene las paredes oclusales y apicales convergentes hacia el exterior, es decir son retentivas, en la amalgama de plata es como se consigue la retención y en composites mediante adhesivo pero en esta cavidad si la hacemos expulsiva las fuerzas oclusales al morder nos van a ir despegando el composite por lo tanto esta es la única cavidad que necesariamente va a ser con paredes retentivas sin depender del material restaurado.

## Nota
PRINCIPIOS PARA LA PREPARACION DE ESTAS CAVIDADES
•	Clase I:
-Se presenta en fosas y fisuras de molares y premolares.
-En caras oclusales de molares y premolares.
-En caras palatinas de incisivos y caninos.
-En superficie vestíbulo-oclusales de molares inferiores y palato-oclusales de molares superiores.
-Piso pulpar debe ser plano,  paralelo a superficie oclusal y las paredes de la cavidad se ubican en la dentina.
-Ángulos diedros redondeados y definidos.
-Paredes vestibulares y linguales con ligera convergencia hacia oclusal ( 5 grados aprox.)  por los prismas ya que ellos en oclusal están perpendiculares a la superficie oclusal.
-Paredes mesial y distal, ligera divergencia hacia oclusal (también por los prismas e inclinación de 5º). 
•	Clase II:
-Hay cajón oclusal (acceso por oclusal = a clase I) y cajón proximal (acceso por proximal).
-En superficies proximales de molares y premolares.
-Si abarca 2 caras se llama clase II compuesta.
-Si abarca más de 2 caras es clase II compleja.
-La cara oclusal con iguales características que la clase I.
-Clase II   estricta cuando no tiene dientes continuo por proximal, se accede directamente sin cajón oclusal.
Clase II caja proximal:
	-Se elimina MIC. 
	-Piso queda por fuera y por debajo del punto de contacto.
	-Piso gingival o cervical es plano perpendicular a fuerzas de oclusión.
	-Pared axial es curva y sigue contorno proximal.
	-Vista por mesial  convergencia de las paredes hacia oclusal.
	-Vista por oclusal  divergencia de las paredes proximales hacia proximal.
	-Ángulo axio-pulpar biselado, istmo desplazado a proximal.
	-Ángulos internos redondeados
•	Clase III:
-En superficie proximal de incisivos y caninos.
-No comprometen borde incisal.
-Debe extenderse más allá del punto de contacto (= a clase II).
-Pared cervical está entre borde de la encía y punto de contacto.
-Pared incisal ligeramente por sobre el punto de contacto.
-Pared axial es convexa, grosor o profundidad de la cavidad es de 1.5mm.
-Ángulos internos redondeados.
-Borde cavo superficial BISELADO  para aumentar la capacidad adhesiva del material.
•	Clase IV:
-Se hace producto de una caries más grande.
-La cavidad compromete al ángulo incisal.
-Acceso desde palatino en forma perpendicular.
-Pared vestibular abarca más allá del punto de contacto.
-Pared cervical más allá del punto de contacto. Sin comprometer borde libre de la encía.
-Paredaxial convexa. Grosor cavidad 1.5 mm.
-Ángulos internos redondeados.
-Borde cavo superficial biselado.
La calidad de adhesión es mejor en el esmalte.
•	Clase V:	
-Ubicadas en tercio cervical de caras vestibulares y linguales.
-Forma arriñonada en premolares y caninos.
-Forma más alargada en molares.
-Pared axial convexa, para mantener profundidad.
-Paredes cervical y oclusal paralelas entre sí
-Se aumenta retención con pequeños surcos en axio-incisales y axio-cervicales. 
Hay que devolver el punto de contacto, para proteger a la encía del golpe masticatorio, ya que ésta es muy poco queratinizada en esa zona.
1. ↑  Nocchi (30 de junio de 2008). Odontologia Restauradora. Salud Y Estetica. Ed. Médica Panamericana. pp. 10-. ISBN 9789500609104. Consultado el 27 de mayo de 2011.

- Datos: Q1737263